# Ramsøy
Ramsøy är en tätort i Askøy kommun i Vestland fylke i västra Norge. Orten ligger vid änden av en gren av fylkesväg 562 på ön Ramsøyna.